# Polska tronföljdskriget
Polska tronföljdskriget kallas det allmänt europeiska krig som uppblossade med anledning av den polske kungen August II:s död 1733. Den döde kungens son, kurfursten Fredrik August II av Sachsen, försäkrade sig om Rysslands och Österrikes bistånd. Frankrike tog av dynastiska och politiska skäl parti för exkung Stanislaw I Leszczynski och vann för honom även Spanien och Sardinien. I Sverige tillhörde sympatierna Stanislaw sedan svenskarna medverkat till hans trontillträde under Stora nordiska kriget. 1734 års riksdag sammankallades med anledning därav. Det lyckades emellertid Arvid Horns försiktiga statskonst att rädda Sverige från att indragas i kriget; men därmed hade Horn också brutit med allmänna meningen, och krigsfrågan 1734 blev fröet till hattpartiets bildande och Horns fall (drygt 200 svenska officerare bistod dock med den svenske kungen Fredrik I:s goda minne frivilligt den polske kungen Stanislaws sak och var mycket behjälpliga vid försvaret av det av ryssarna belägrade Danzig).
Genom den ryska sidans mutor och hot till en fraktion av den polska adeln (omkring 3 000 namn) skapade ryssarna mot slutet av 1733 sitt adelsparti inom Polen för sin kandidat Fredrik August II av Sachsen som på så sätt parallellt med Stanislaw (480 000 röster) valts till kung i Polen. Därmed drogs svärden till strid och ett inbördeskrig bröt ut mellan majoriteten och minoriteten inom den polska adeln. Med hjälp av denna köpta legitimitet och sitt överväldigande militära övertag drev ryssarna ut Stanislaw ur Polen, varpå Frankrikes härar ryckte ut. Den polska tvistefrågan trädde dock i bakgrunden och endast en liten fransk flotteskader med tre infanteribataljoner om 1 400 man sändes till det belägrade Gdansks hjälp. Huvudstriden stod nämligen mellan de gamla fienderna Frankrike och Österrike. Skådeplats var dels Rhenländerna, dels Italien. Fransmännen besatte Lothringen och trängde över Rhen; i Italien erövrade de hela Milano, medan spanjorerna tog Neapel och Sicilien. Österrike förödmjukades och antog redan den 3 oktober 1735 Frankrikes villkor, genom preliminärerna i Wien. Den definitiva freden avslöts på samma ställe den 18 november 1738. Om denna fred har  den paradoxen uttalats, att alla parterna vann. Polens krona tillföll Fredrik August; Stanislaw fick ersättning på Österrikes bekostnad (Lothringen och Bar), likaså Spanien och Sardinien; Österrike fick pragmatiska sanktionen erkänd. Krigets huvudresultat var tvåfaldigt: Frankrikes seger över det österrikiska inflytandet i Italien och Rysslands begynnande herravälde över Polens politik.

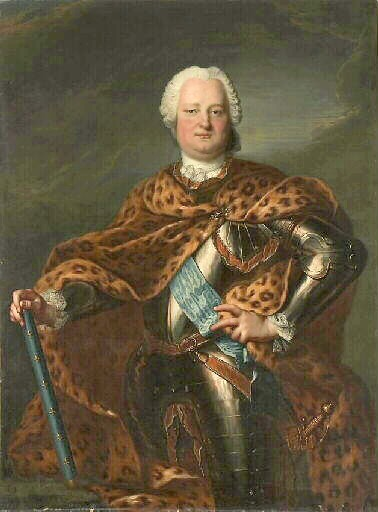
Stanisław Leszczyński, målning av Jean-Marc Nattier.
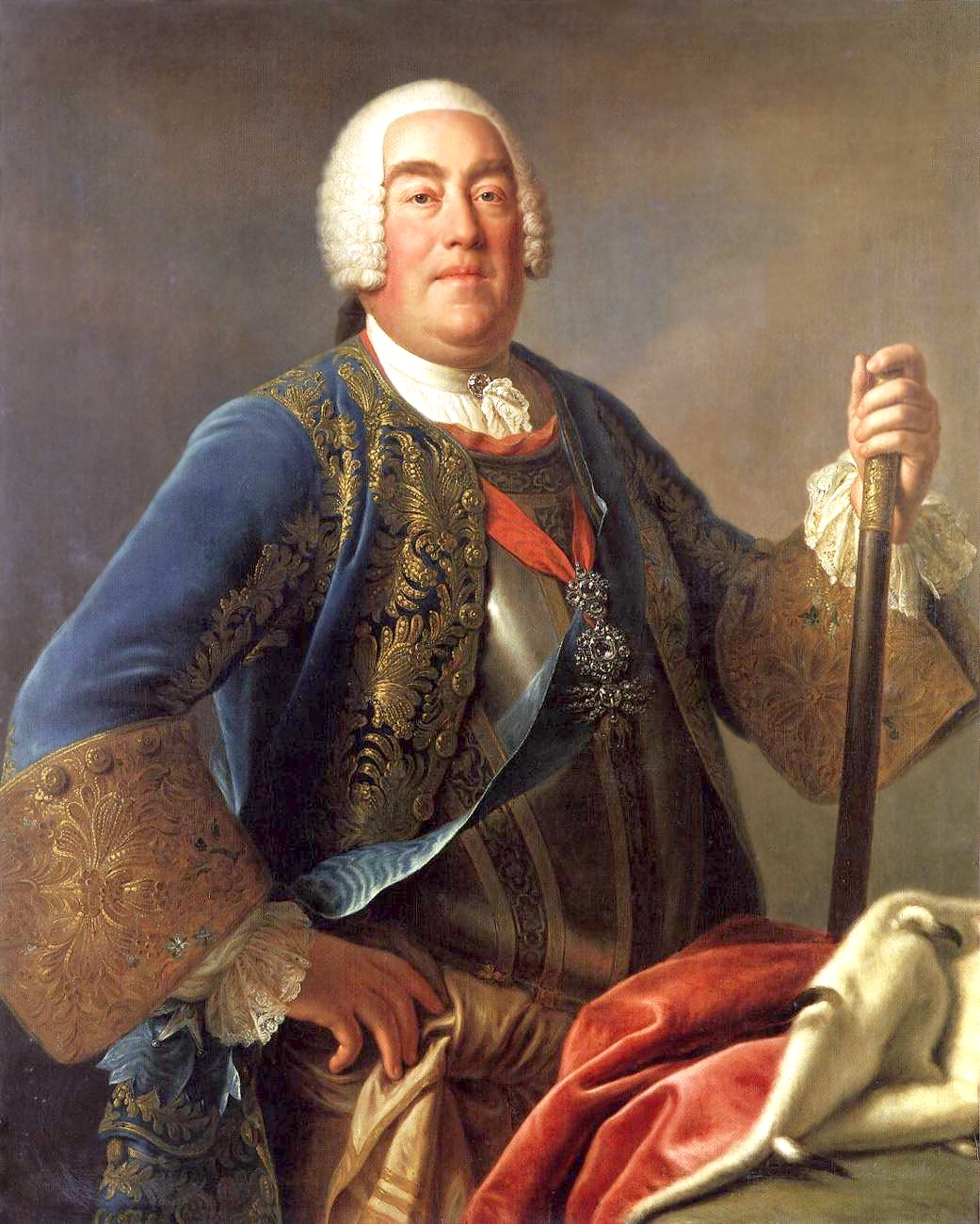
August III av Polen, målning av Pietro Antonio Rotari.